# ماریا ریپول
ماریا ریپول (کاتالونیایی: María Ripoll؛ زادهٔ ۱۹۶۴) کارگردان فیلم اهل اسپانیا است. ریپول فیلمنامه‌نویسی را در لس‌آنجلس و در موسسه فیلم آمریکا (AFI) آموخت.
از فیلم‌ها یا مجموعه‌های تلویزیونی که وی در آن‌ها نقش داشته‌است، می‌توان به آرمان‌شهر و «بلاهت خود را به گردن سرنوشت نینداز» اشاره نمود.